# Banten
Il Banten è una provincia indonesiana situata sull'estremità occidentale dell'isola di Giava. Il Banten ha un'area di 9 160,7 km² e una popolazione di 10 644 030 ab. (2010). È una provincia piuttosto recente, essendosi separata da Giava Occidentale solo nell'ottobre del 2000. Il capoluogo è Serang.

## Storia

### L'ascesa economica
L'occupazione portoghese di Malacca (1511) non venne considerata legittima né dalla Cina dei Ming né dai mercanti musulmani che erano soliti frequentarne il porto e i suoi traffici commerciali si dispersero in favore di una serie di nuovi centri che emersero di conseguenza. Il principale di tali centri era Banten, la cui ubicazione nel nord-ovest di Giava non solo gli consentiva l'accesso alle abbondanti scorte di pepe del sud-est di Sumatra, ma anche il controllo sui trasporti marittimi che passavano attraverso lo stretto della Sonda. Poteva quindi svolgere un doppio ruolo, non solo fondaco tra il Medio Oriente e l'India a ovest e le Isole delle Spezie e la Cina a est, ma anche fonte importante di approvvigionamento del pepe.
Il Sultanato di Banten fu istituito tra il 1524 e il 1525 da Sunan Gunungjati. I sultani di Banten godevano di ricavi sostanziali attraverso l'acquisto di pepe a basso costo nell'entroterra, che veniva rivenduto a un prezzo assai maggiore al porto, e con la tassazione dei traffici del fondaco. Tali ricavi permisero loro di mantenere cospicue forze navali e terrestri e anche di impegnarsi in un esteso commercio a lungo raggio per proprio conto, sia nell'oceano Indiano sia nel Mar Cinese Meridionale.

### Il conflitto con gli olandesi e la decadenza
L'arrivo di olandesi e inglesi dopo il 1600 fece aumentare la domanda di pepe e altre merci, e quindi avrebbe dovuto recare beneficio a Banten, ma la VOC, pur lamentando con veemenza le pratiche monopolistiche del sultano, impiegò la sua potenza navale per ripristinare l'equilibrio con blocchi e altri mezzi. Jan Pieterszoon Coen, volendo dirottare il commercio su Batavia, si spinse fino a sequestrare le giunche cinesi provenienti da Banten per costringerle a rivendere il loro pepe a prezzi bassi e persino a rapirne gli equipaggi, che venivano costretti al lavoro nelle piantagioni della VOC, fino a quando non fu frenato da Amsterdam. Le ostilità tra Bantam e gli olandesi erano frequenti, a volte al punto da minacciare la sicurezza di Batavia. Il sultano Abulfatah Agung (1651-1683) fu un avversario risoluto della VOC, ma gli olandesi ebbero l'occasione di intervenire nella guerra civile che opponeva il sultano e suo figlio, prendendo Banten e riducendola a una loro dipendenza nel 1683 con l'insediamento del figlio come sovrano fantoccio. Tutti gli altri europei furono banditi dal commercio di Banten e la Compagnia britannica delle Indie orientali dovette spostare le sue attività verso Bencoolen sulla costa occidentale di Sumatra.

## Società

### Etnie e minoranze straniere
- Bantenesi (47%)
- Sundanesi (23%)
- Giavanesi (12%)
- Betawi (10%)
- Cinesi (1%)

### Religioni
- Islamici (96,6%)
- Protestanti (1,2%)
- Cattolici (1%)
- Buddhisti (0,7%)
- Hindu (0,4%)

## Geografia antropica

### Suddivisioni amministrative
La provincia di Banten è divisa in quattro reggenze (kabupaten) e quattro città (kota). Le reggenze sono (capoluoghi tra parentesi):
- Lebak (Rangkasbitung)
- Pandeglang (Pandeglang)
- Serang (Serang)
- Tangerang (Tigaraksa)

le città:
- Cilegon
- Serang
- Tangerang
- Tangerang Selatan